# Eparchie majkopská
Eparchie Majkop je eparchie ruské pravoslavné církve nacházející se v Rusku.

## Území a titul biskupa
Zahrnuje správní hranice území republiky Adygejsko.
Eparchiálnímu biskupovi náleží titul biskup majkopský a adygejský.

## Historie
Poprvé se křesťanství v západní části severního Kavkazu objevilo v 1. století díky aspoštolu svatému Ondřeji a apoštolů svatém Šimonu Kananejskému.
Podle církevní tradice kázal svatý apoštol Ondřej křesťanství mezi horskými národy; Alany, Abazgy a Zichy. Kázal zde také apoštol Šimon Kananejský, jehož hrob se podle církevní tradice nachází ve městě Nikopsis (Novomichajlovskij v Krasnodarském kraji nebo město Nový Athos). Mezi další apoštoly, kteří působili na Kavkazu, patří evangelista Matouš, Juda Tadeáš, Bartoloměj a Tadeáš z Edessy.
V prvních stoletích našeho letopočtu měli adygyjské kmeny úzké obchodní vztahy s Bosporskou říši, Byzantskou říší, Ibérským královstvím a Kavkazskou Albánií. Severním Kavkazem velká hedvábná stezka. V době císaře Justiniána I. (525-527) se postavení Byzance na území severního Kavkazu ještě více upevnilo; zejména bývalá Bosporská říše se stala její provincií. Právě od té doby se datuje počátek obrácení Čerkesů na křesťanství a výskyt řeckých misionářů na Kavkaze. Byzantská říše vynaložila velké úsilí na šíření křesťanství na severozápadním Kavkaze.
Území obsazené Čerkesy spadalo pod jurisdikci čtyř eparchií, jejichž biskupy jmenovala Byzanc. V Zichii byly eparchiálními centry Fanagoria, Tmutarakaň a Nikopsis. Dochované dokumenty z roku 518 zmiňují biskupa Jana z Fanagorie a Damiána ze Zichie. Gruzie měla v tomto období velký vliv na proces christianizace severního Kavkazu. Třetí konstantinopolský koncil podřídil Osetii a Čerkesii gruzínskému patriarchálnímu trůnu. Listina císaře Leona VI. Moudrého (849-911) hovoří o existenci tmutarakaňské archieparchie, nikopské archieparchie a alanské metropole. Brzy byl řecký vliv na severním Kavkaze nahrazen vlivem Ruské pravoslavné církve, která svou činnost zahájila ihned po křtu Ruska. Koncem 10. století ztratily Řekové úplný vliv ve prospěch Rusů. Kníže Mstislav Vladimirovič nechal roku 1022 postavit chrám Přesvaté Bohorodice.
Spolu se založením Tmutarakaňského knížectví vznikla na severním Kavkaze první ruská eparchie, která existovala asi sto let. Roku 1008 byl jmenován první ruský biskup Nikolaj. Monach Nikon, pozdější igumen Kyjevskopečerské lávry založil monastýr v Tmutarakani, kde strávil 10 let svého života. Mezi kavkazskými národy bylo křesťanství nejrozšířenější mezi Alany. Alanská metropole obsadila 61. místo v hierarchii Konstantinopolského patriarchátu hned po moskevském metropolitovi.
Příchod Mongolů ve 13. století otřásl Alanií a byla zrušena alanská metropole. Současně se na severním Kavkaze zvýšil vliv zichijsko-matrachské eparchie, která byla povýšena na metropoli. Ve 13. století se na severním Kavkaze objevily Janovci kteří se hlásili ke katolicismu. Roku 1346 zde byla zřízena zichijská diecéze v čele s biskupem Janem. Úspěchy katolíků mezi obyvatelstvem byly malé. S příchodem Turků na Kavkaz v 15. století byl mezi obyvatelstvo násilím zasazen Islám. Místní obyvatelé žádali několikrát Moskvu o pomoc znovu nastolit křesťanství avšak kvůli potížím ruského státu se tak nestalo.
Roku 1602 byla zřízena Eparchie astrachaňská, která dlouho dobu měla pod svou jurisdikcí území severního Kavkazu. První biskup eparchie získal titul biskup astrachaňský a terský. Od poloviny 17. století bylo město Terki hlavním centrem pravoslaví na severním Kavkaze. Roku 1703 byl zřízen mozdokský vikariát. Dekretem cara Petra I. Velikého bylo roku 1723 přidáno k titulům astrachaňských biskupů město Stavropol.
Roku 1745 byla v Kizljaru zřízena Osetijská duchovní komise, která znamenala začátek misijní činnosti mezi kavkazskými národy. Roku 1792 se černomořští kozáci odstěhovali na Kubáň. Roku 1799 byl zrušen mozdokský vikariát.
Roku 1829 byla zřízena donská eparchie. První biskup získal titul biskup novočerkaský a georgijevský. Všechny farnosti severního Kavkazu se staly součástí donské eparchie.
Dne 4. dubna 1842 byla zřízena nová eparchie kavkazská a černomořská, jejímž centrem bylo určeno město Stavropol. Roku 1863 byl biskupům změněn na titul biskup kavkazský a jekatěrinodarský.
Roku 1885 byla kavkazská eparchie rozdělana na eparchii stavropolskou, eparchii vladikavkazskou a suchumskou eparchii.
Roku 1907 byl pro potíže při správě eparchie zřízen jejský vikariát stavropolské eparchie.
Roku 1919 již během občanské války, koncil ve Stavropolu rozhodl o zřízení jekatěrinodarské eparchie.
Dne 28. března 1991 byl v rámci Adygejské autonomní oblasti zřízeno majkopské blahočiní krasnodarské eparchie. Blahočiní spravovalo farnosti Adygejska, jižní část Krasnodarského kraje a poté také farnosti v Arménii.
Dne 26. února 1994 byla rozhodnutím Svatého synodu zřízena majkopská eparchie.
Prvním eparchiálním biskupem se stal biskup Alexandr (Timofejev).
Dne 28. prosince 2000 bylo území eparchie omezeno jen na Adygyjskou republiku.
Od počátku 21. století spadají de facto farnosti Abcházie pod jurisdikci majkopské eparchie.

## Seznam biskupů

### Majkopský vikariát kubáňské eparchie
- 1925–1927 Varlaam (Lazarenko)

### Majkopská a armavirská eparchie
- 1994–1995 Alexandr (Timofejev)
- 1995–2000 Filaret (Karagodin)

### Majkopská a adygejská eparchie
- 2000–2009 Panteleimon (Kutovoj)
- od 2009 Tichon (Lobkovskij)